# Bay Terrace

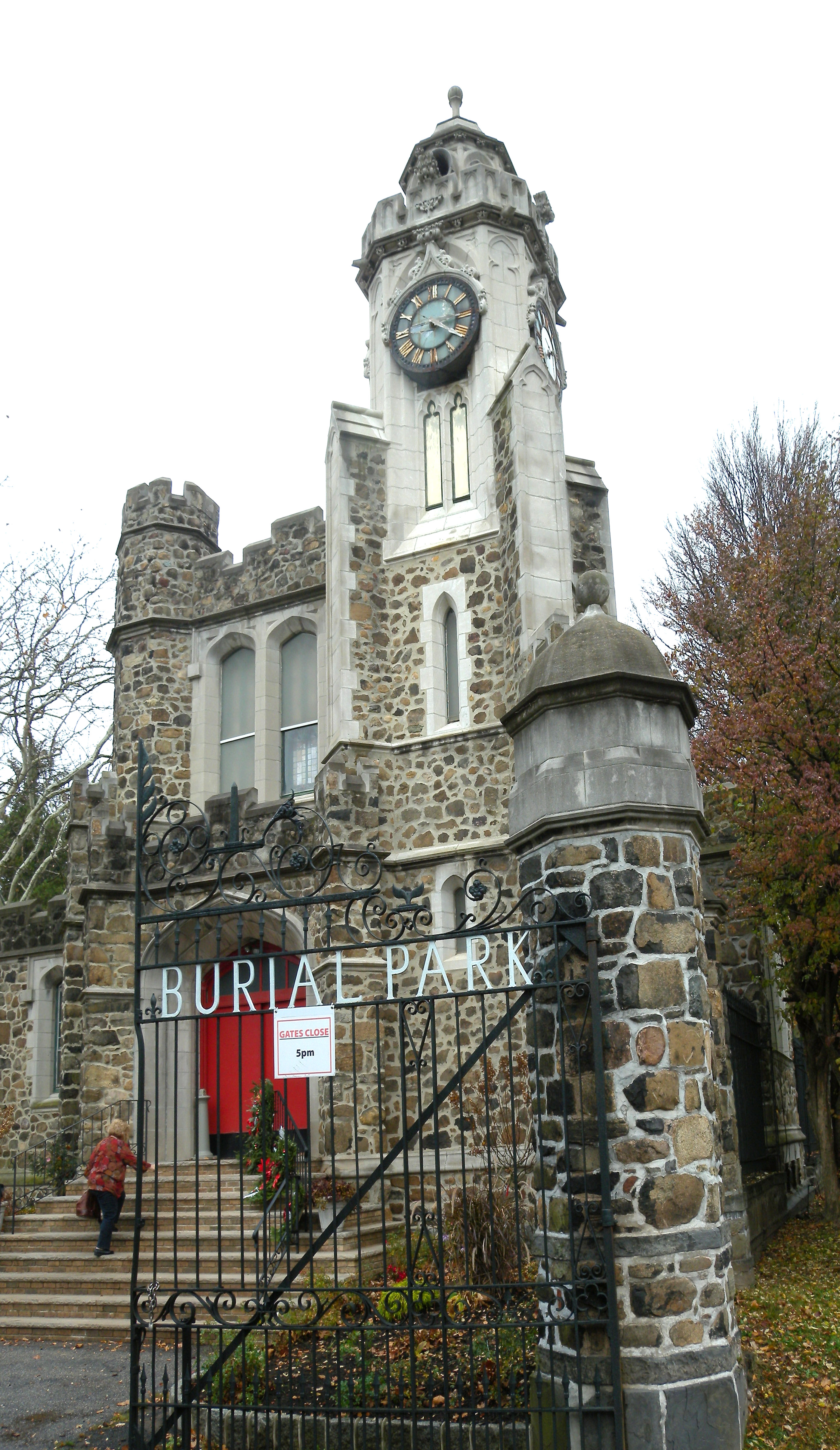
Blick nach Norden auf das Tor des Ocean View Burial Park in Bay Terrace

Bay Terrace ist ein Stadtviertel im Süden des Stadtbezirks von Staten Island, New York City.

## Lage
Bay Terrace liegt südlich von Richmondtown, westlich von Oakwood und nördlich von Great Kills. Die zentrale Achse bildet die Bay Terrace, eine Hauptstraße, die dem Viertel auch seinen Namen gab. Die Nähe zur Lower New York Bay und der Zugang zu Parks wie dem Gateway National Recreation Area prägen das Wohnumfeld.
Die Bebauung besteht überwiegend aus Ein- und Zweifamilienhäusern, Reihenhäusern, Eigentumswohnungen und Genossenschaftswohnungen.

## Geschichte
Die Entwicklung von Bay Terrace begann in den 1950er Jahren, als die Nachfrage nach Wohnraum auf Staten Island stieg. Mit dem Bau von Ein- und Zweifamilienhäusern und Reihenhäusern wuchs die Nachbarschaft rasch.